# Canciller de Florencia
Canciller de Florencia (Cancelliere di Firenze) era la más alta magistratura de la República fiorentina, pero que no tenía ningún poder político.
Entre otros, el cargo fue ocupado por:
- Coluccio Salutati (desde el 1375)
- Leonardo Bruni (desde el 1410)
- Carlo Marsuppini (1444 - 1453)
- Poggio Bracciolini (1453-1459)
- Benedetto Accolti, il vecchio ("el viejo", desde el 1459)
- Bartolomeo Scala (1465-1497)
- Marcello Virgilio Adriani (desde el 1498)
- Niccolò Machiavelli